# Lobelia dressleri
Lobelia dressleri är en klockväxtart som beskrevs av Robert Lynch Wilbur. Lobelia dressleri ingår i släktet lobelior, och familjen klockväxter.
Artens utbredningsområde är Panamá. Inga underarter finns listade i Catalogue of Life.